# Biserica de lemn din Bercești-Măgura
Biserica de lemn din Bercești-Măgura este un lăcaș de cult ortodox aflat în satul Bercești din județul Gorj. A fost construită în prima jumătate a secolului al XIX-lea, în anul 1834 și poartă hramul „Intrarea în Biserică a Maicii Domnului”. Aceasta se află pe lista monumentelor istorice sub codul LMI:  GJ-II-m-B-09243.
Biserica a fost ridicată după un plan dreptunghiular, cu pridvor deschis sprijinit pe stâlpi de lemn, pronaos, naos și altar. Acoperișul, cu învelitoare de tablă, este flancat de un turn scund ce se ridică deasupra pronaosului. Turnul, cu formă rotundă, este acoperit de baza (octogonală) lărgită a fleșei.